# سيندي تساي
سيندي تساي (بالإنجليزية: Cindy Tsai)‏ هي لاعبة شطرنج أمريكية، ولدت في 9 يوليو 1985 في شيكاغو في الولايات المتحدة.

## وصلات خارجية
- سيندي تساي على موقع الاتحاد الدولي للشطرنج (الإنجليزية)
- سيندي تساي على موقع مباريات الشطرنج (الإنجليزية)
- سيندي تساي على موقع 365Chess.com (الإنجليزية)
- سيندي تساي على موقع Chesstempo.com (الإنجليزية)